# Henrik Bødker (fodboldspiller)
 Der er flere personer med dette navn, se Henrik Bødker.
Henrik Bødker (født 6. juni 1983) er en dansk fodboldspiller, der spiller for Næstved Boldklub. 

## Karriere
Han har tidligere spillet for SønderjyskE, FC Nordsjælland og Vejle Boldklub.

### Vejle Boldklub
I slutningen af januar 2013 meddelte 1. divisionsklubben Vejle Boldklub at man havde hentet Bødker til klubben på en tre-årig aftale, hvor han er udset til at være med til at spille klubben i Superligaen. Netop på grund af forventningen om snarlig oprykning for klubben er Bødkers aftale sammensat således at lønnen reguleres ved oprykning.
Henrik Bødker scorede til resultatet 2-0 i overtiden i sin debutkamp for Vejle Boldklub imod ærkerivalerne fra FC Fredericia.